# Rue du Vieux-Seigle
La rue du Vieux-Seigle (en alsacien : Firnkorngässel) est une voie de Strasbourg rattachée administrativement au quartier Gare - Kléber.

## Situation et accès
Située dans le prolongement de la rue de la Demi-Lune, elle va du no 15 de la rue des Francs-Bourgeois à la rue du Vieux-Marché-aux-Grains. La rue de la Lanterne y débouche dans son tronçon central.

## Origine du nom

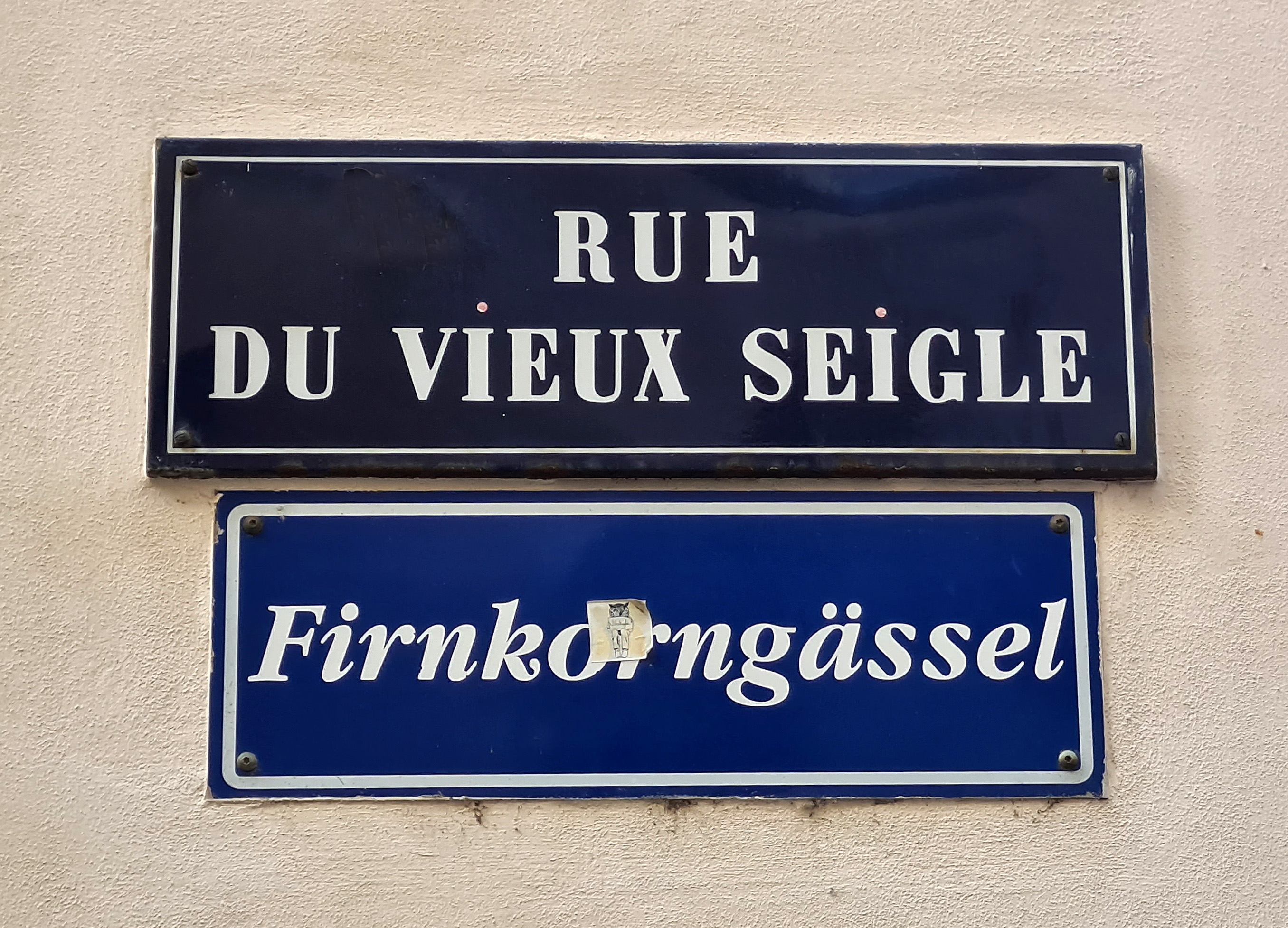
Plaque bilingue, en français et en alsacien.

## Historique
Attestée depuis le XIIIe siècle, la rue a été amputée d'une grande partie de sa longueur par l'ouverture de la rue des Francs-Bourgeois au moment de la Grande-Percée.
La rue a connu différentes dénominations, en allemand ou en français. La plus ancienne, attestée en 1266, est Virnekorngasse. Elle tient son nom d'une famille patricienne, les Virnekorn, qui, au XIIIe siècle, se faisait remarquer parmi les ministériaux de l'évêque et les sénateurs de la ville de Strasbourg. Selon Roland Recht, c'est une traduction littérale qui l'a transformé en nom commun, Virn signifiant « suranné, ancien » et devenant alors Alte, tandis que Korn désigne le blé ou le seigle. Alte Korngasse est ensuite traduit en « rue du Vieux-Seigle ». L'appellation suivante, Under Kürsenern (du XIIIe au XVe siècle), fait référence au quartier des pelletiers.
Se succèdent ensuite Hinter der Herrenstube (1735, 1786), Derrière la Lanterne (XVIIIe siècle), Firnkorngasse (1872, 1940),  rue de la Jeunesse (1794), rue du Vieux-Marché-aux-Blés  (1817), rue du Vieux-Seigle (1858, 1918, 1945), Alte Korngasse (1872, 1940,). 
Des plaques de rues bilingues, à la fois en français et en alsacien, ont été mises en place par la municipalité à partir de 1995. C'est le cas du Firnkorngässel.

## Bâtiments remarquables et lieux de mémoire

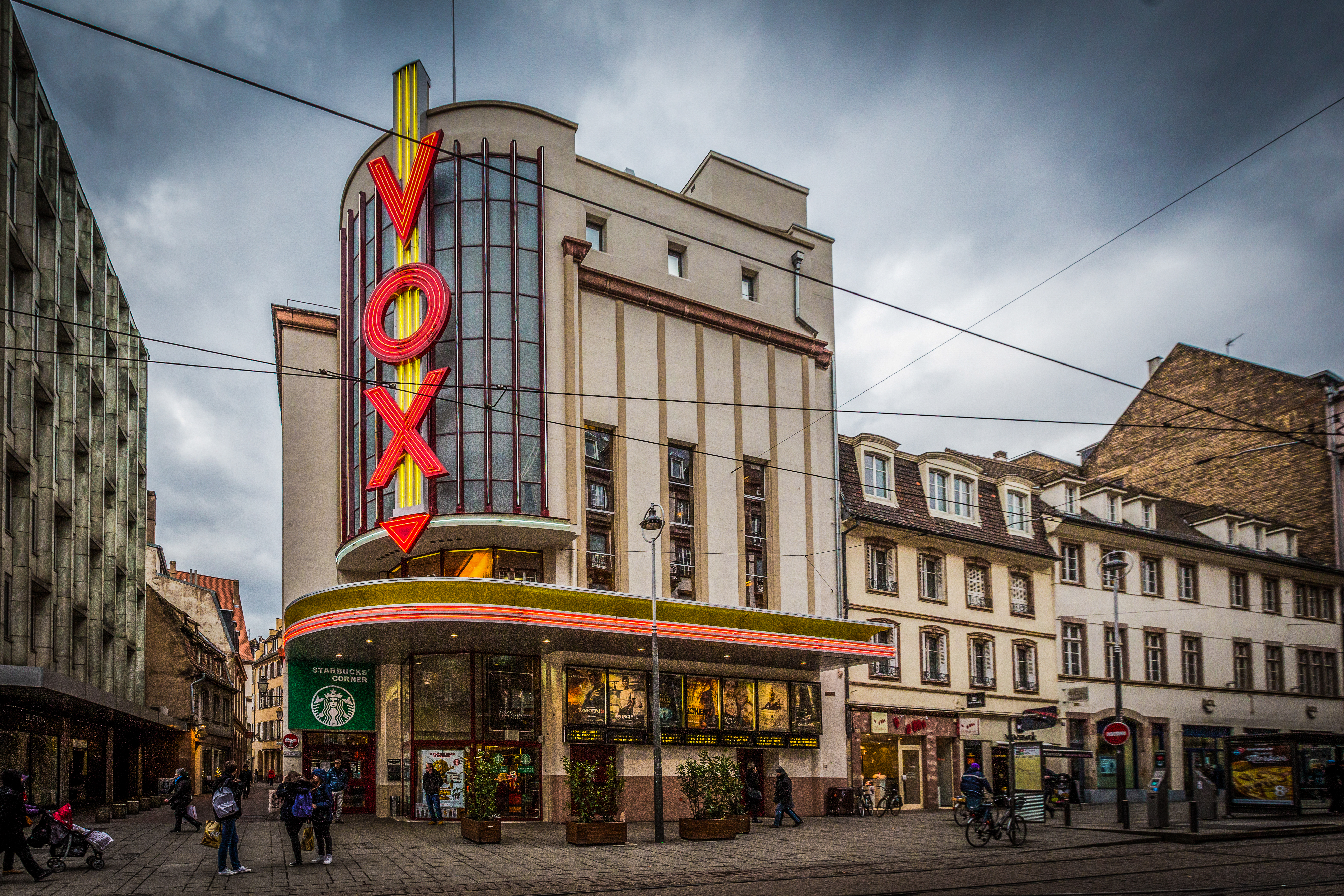
Le cinéma Vox, à l'angle de la rue du Vieux-Seigle (à gauche) et de la rue des Francs-Bourgeois.

C'est du côté de la nouvelle artère — et des nos 1 à 4 de la rue du vieux-Seigle — que les transformations sont les plus importantes.
- no 2 : Lorsqu'en 1756 le baron Jean de Dietrich faisait l'acquisition de ce bâtiment et des nos 1-3 de l'ancienne rue des Fribourgeois, ils abritaient, avant leur transfert, d'anciens ateliers monétaires[7].
Au XXe siècle l'emplacement accueille le cinéma Vox, à l'angle du no 17 de la nouvelle rue des Francs-Bourgeois. C'est un exemple typique de l’architecture cinématographique des années trente, mais, si les plans de Vladimir Scob et Adolphe Wolff datent de 1939, la réalisation, retardée par la guerre, ne s'achève qu'en 1947[8].
- no 3 : En face du cinéma, à l'angle des nos 9, 11, 13 et 15 de la rue des Francs-Bourgeois, plusieurs maisons sont démolies à la fin des années 1960 pour céder la place à un nouvel immeuble destiné à une compagnie d'assurances[9].

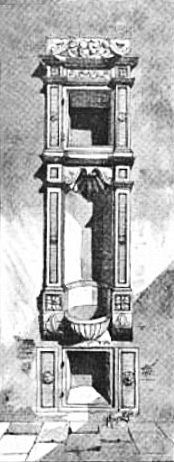
Fontaine Renaissance

- no 5 : Dans cette maison, la porte, trois fenêtres dans une pièce du premier étage et une fontaine murale Renaissance ont fait l'objet d'une inscription au titre des monuments historiques en 1965[11], car l'aile sur cour était vouée à la démolition. L'architecte Albert Sensfelder a intégré les montants de fenêtre et la fontaine à sa propriété, au no 44, rue du Général-Offenstein[12].

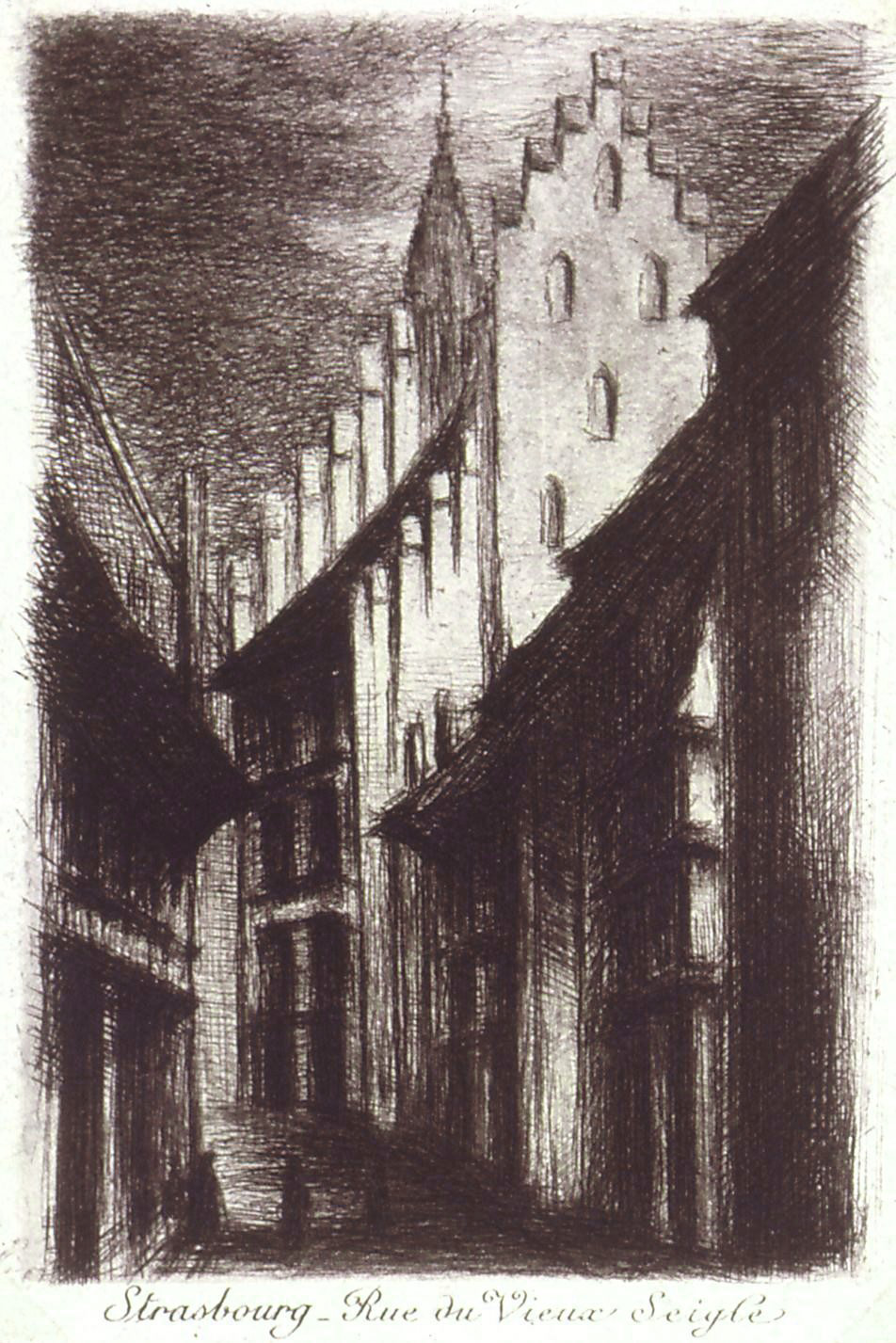
Rue du Vieux-Seigle (Élise Gérold, vers 1880).

- no 6 : La tour à pignon crénelé de cet édifice médiéval est la seule qui subsiste encore à Strasbourg[1].
Son usage reste incertain. À la fin du XIXe siècle, Adolphe Seyboth restait perplexe : « Nous n'avons rien trouvé qui pût nous éclairer sur l'origine ou la destination de cette tour. Malgré ses dimensions presque monumentales, elle semble n'avoir jamais servi qu'à renfermer un escalier[13]. »
Un archéologue contemporain, Maxime Werlé, s'interroge aussi, mais tente d'aller plus loin : « Si la destination fonctionnelle de la tour reste d'interprétation difficile (tour d'escalier ?), sa valeur symbolique de référence explicite à un modèle castral paraît plus assurée. ». Néanmoins ses investigations archéologiques, à la fin des années 1990, permettent de définir  trois phases de construction. Les deux premières, d'une part le dernier tiers du XIIe siècle/premier tiers du XIIIe, d'autre part  la première moitié du XIIIe siècle, sont fondées sur des comparaisons avec d'autres maçonneries du même type. La troisième est datée vers 1300 par dendrochronologie[14].

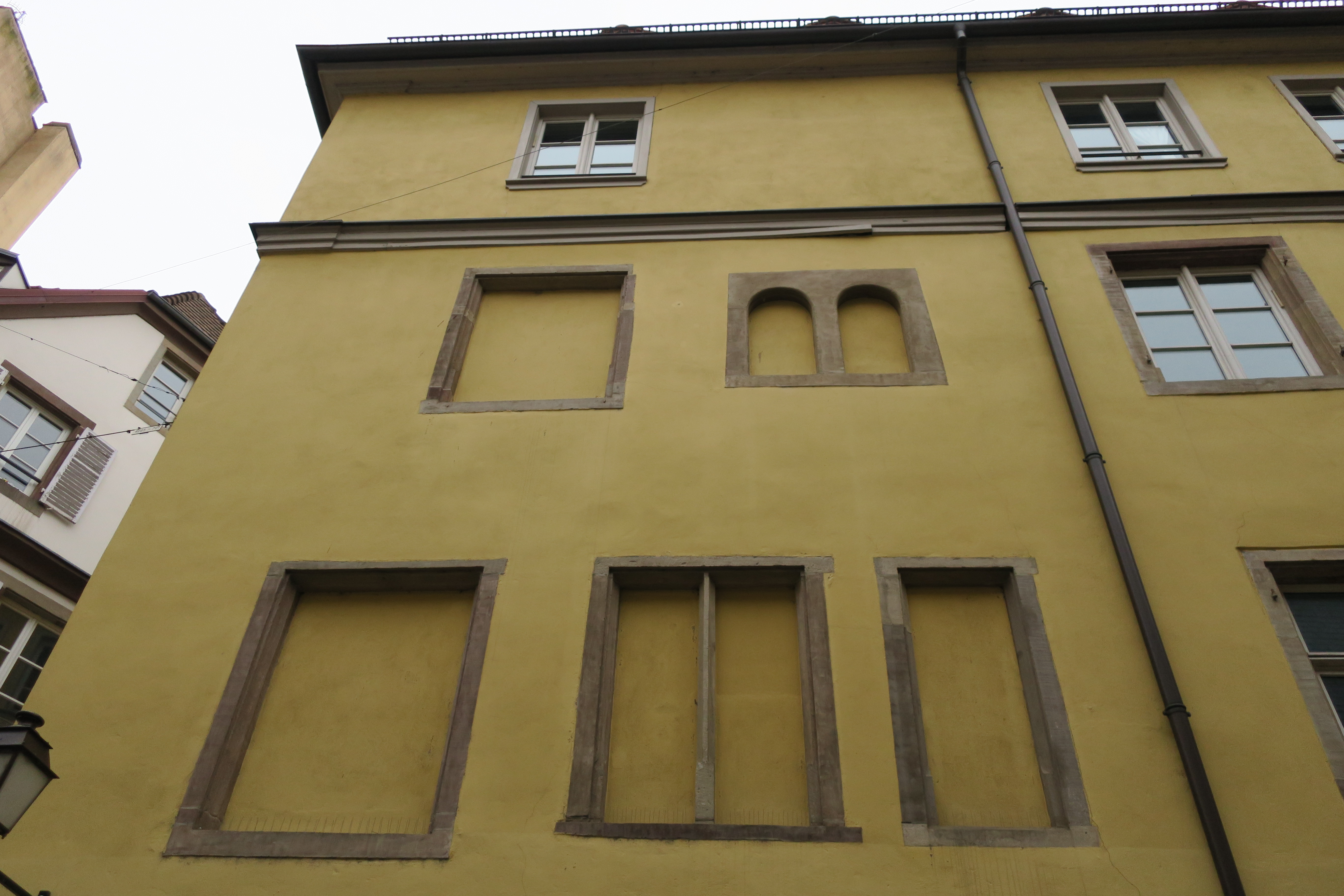
Baie géminée cintrée du no 2 de la rue de la Lanterne, donnant sur la rue du Vieux-Seigle.

L'ensemble est remanié à cette date, comme en témoignent les baies romanes et gothiques, ainsi que les pignons à redents. Le bâtiment est à nouveau transformé à la Renaissance, puis au XVIIIe siècle. Un troisième étage, à pans de bois crépi, est ajouté au XIXe siècle.
L'édifice est décrit comme un grand bâtiment de plan quadrangulaire auquel est accolée une tour, également quadrangulaire, d'une hauteur de 22 m, placée hors œuvre, à l'extrémité du mur gouttereau nord.
Frédéric Piton, lorsqu'il décrit l'introduction, au XVIIe siècle, des cafés en France — et notamment à Strasbourg —, en donne pour exemple celui qui se trouvait à l'angle de la rue du Vieux-Seigle et de celle de la Lanterne, le Café de la Victoire, l'un des premiers cafés établis dans la ville.